# Willem Witteveen
Willem Johannes Witteveen (Roterdã, 5 de maio de 1952 – Voo Malaysia Airlines 17, 17 de julho de 2014) foi um jurista, político e escritor político neerlandês. Foi membro da Primeira Câmara pelo Partido do Trabalho de 1999 a 2007 e de 2013 até sua morte.
Witteveen nasceu em Roterdã, na Holanda do Sul. Seu pai era Johannes Witteveen e ele também era bisneto do político social-democrata Floor Wibaut. Estudou direito na Universidade de Leiden. Era casado e tinha dois filhos.
Witteveen e sua família estavam a bordo do voo Malaysia Airlines 17 quando foi abatido em 17 de julho de 2014, matando todas as pessoas a bordo. Tinha 62 anos. O voo foi planejado para ir de Amsterdã a Kuala Lumpur, na Malásia, mas foi abatido perto de Hrabove, na Ucrânia. Witteveen, sua esposa e filha estavam entre os 193 cidadãos neerlandeses mortos. Seu filho, Freek, não estava a bordo.
Witteveen era um sufi.